# トゥノシナ空港
トゥノシナ空港（トゥノシナくうこう、ロシア語: Аэропорт Туношна） (IATA: IAR, ICAO: UUDL) はロシア・ヤロスラヴリ州ヤロスラヴリの18km南東にある空港。

## 就航路線
情報は2015年2月時点。
| 航空会社   | 就航地               |
| ---------- | -------------------- |
| ルスライン | サンクトペテルブルク |

## 歴史
冷戦中は要撃機の拠点であり、1980年代から1990年代にかけて第415要撃飛行隊（415 IAP、MiG-23P配備）が駐屯していた。同部隊は1992年に廃止され、所属機はルジェフへ移送された。

## 事件・事故
2011年9月7日、KHL所属のホッケーチーム「ロコモティフ・ヤロスラヴリ」の選手らを乗せたヤク・サービスのYak-42（ミンスク行き）がトゥノシナ空港を離陸直後に墜落し、搭乗者45人のうち44人が死亡した。